# Marco Cincio Alimento
Marco Cincio Alimento  fue un político y militar romano de finales del siglo II a. C. y principios del siguiente.

## Familia
Cincio fue miembro de los Cincios Alimentos, una familia de la gens Cincia, y hermano de Lucio Cincio Alimento. Su relación con otros Cincios contemporáneos es desconocida.

## Carrera pública
Fue elegido tribuno de la plebe para el año 204 a. C. cuando consiguió aprobar la lex Cincia de donis et muneribus con el apoyo de Quinto Fabio Máximo. Ese mismo año, formó parte de la legación enviada a Locri para investigar las acciones de Quinto Pleminio en la ciudad.
En el año 193 a. C. sirvió a las órdenes de Quinto Minucio Termo en Liguria con el cargo de prefecto.